# Autospuiter
Een autospuiter is iemand die een laklaag aanbrengt op de carrosserie van een auto.
De autospuiter doet ook het voorbereidende werk, zoals het schuren van het plaatwerk en het mengen van de lak in de gewenste kleur. Tevens wordt van de autospuiter verwacht dat het herstelde plaatwerk strak gemaakt wordt, voorzien wordt van grondverf en wordt afgeplakt ten bate van spuitwerkzaamheden.
In veel gevallen zal ook het onderhoud van de spuitcabines voor rekening van de autospuiter komen, zoals het vervangen van de verffilters en het schoonhouden van vloeren en wanden.
Bij het bewerken en spuiten van een auto moet de autospuiter ook goede kennis hebben van de materialen die hierbij gebruikt worden aangezien er diverse lagen van diverse chemische samenstelling over elkaar aangebracht worden, zoals primer, plamuur, autolak en blanke lak. Als hierbij fouten worden gemaakt in mengverhouding, verwerkingstemperatuur en omgevingstemperatuur, kan het eindresultaat strek beïnvloed worden. 